# 羅麗鯛屬
羅麗鯛屬，是條鰭魚綱䲁形目麗魚科下的一個屬。

## 分類
本屬屬於麗體魚亞科，目前有4個被認可的種：
- 寶石羅麗鯛 Rocio gemmata Contreras-Balderas & Schmitter-Soto, 2007
- 紅腹羅麗鯛 Rocio ocotal Schmitter-Soto, 2007
- 十帶羅麗鯛 Rocio octofasciata (Regan, 1903)
- 棘羅麗鯛 Rocio spinosissima (Vaillant & Pellegrin, 1902)